# Koyamatsu Tomoya
Tomoya Koyamatsu (小屋松 知哉 Koyamatsu Tomoya, sinh ngày 24 tháng 4 năm 1995 ở Kumiyama, Kyoto) là một cầu thủ bóng đá người Nhật Bản thi đấu ở J League kể từ năm 2014. Ban đầu anh chơi ở vị trí tiền đạo. Tuy nhiên, kể từ năm 2017, anh thi đấu ở vị trí tiền vệ cho Kyoto Sanga FC ở J2 League.

## Sự nghiệp

### Nagoya Grampus
Koyamatsu ra mắt chính thức cho Nagoya Grampus ở J. League Division 1 ngày 7 tháng 3 năm 2015 (JST) trước Matsumoto Yamaga FC, ghi một bàn thắng, cũng là đầu tiên khi là cầu thủ của J League. Anh cũng nằm trong đội hình xuất phát trước Ventforet Kofu ở Sân vận động Ngân hàng Yamanashi Chuo ở Kofu, Nhật Bản ngày 14 tháng 3. Tuy nhiên, anh ra sân ở phút thứ 70 và được thay bởi Kengo Kawamata, sau đó Koyamatsu và câu lạc bộ thất bại 1-0.

## Thống kê sự nghiệp

### Câu lạc bộ
Tính đến trận đấu diễn ra ngày 5 tháng 1 năm 2018
| Câu lạc bộ          | Mùa giải            | Giải vô địch        | Giải vô địch | Giải vô địch | Cúp Quốc gia | Cúp Quốc gia | Cúp Liên đoàn | Cúp Liên đoàn | Châu lục | Châu lục  | Tổng    | Tổng      |
| Câu lạc bộ          | Mùa giải            | Hạng đấu            | Số trận      | Bàn thắng    | Số trận      | Bàn thắng    | Số trận       | Bàn thắng     | Số trận  | Bàn thắng | Số trận | Bàn thắng |
| ------------------- | ------------------- | ------------------- | ------------ | ------------ | ------------ | ------------ | ------------- | ------------- | -------- | --------- | ------- | --------- |
| Nagoya Grampus      | 2014                | J1 League           | 1            | 0            | 0            | 0            | 0             | 0             | -        | -         | 1       | 0         |
| Nagoya Grampus      | 2015                | J1 League           | 22           | 1            | 1            | 0            | 5             | 1             | -        | -         | 28      | 2         |
| Nagoya Grampus      | 2016                | J1 League           | 6            | 0            | 0            | 0            | 4             | 1             | -        | -         | 10      | 1         |
| Kyoto Sanga         | 2017                | J2 League           | 38           | 8            | 1            | 0            | -             | -             | -        | -         | 39      | 8         |
| Tổng cộng sự nghiệp | Tổng cộng sự nghiệp | Tổng cộng sự nghiệp | 60           | 8            | 2            | 0            | 9             | 2             | -        | -         | 71      | 10        |